# Elizabeth Gaskell
Elizabeth Cleghorn Gaskell (Kensington and Chelsea, 29 september 1810 - Holybourne (Hampshire), 12 november 1865) is een Britse schrijfster uit de victoriaanse periode die vooral realistische romans schreef over eigentijdse sociale problemen. Ze werd in 1810 geboren te Chelsea, Londen.
Na de dood van haar moeder werd ze naar het plattelandsdorpje Knutsford in Cheshire gestuurd waar haar tante haar opvoedde. Op 21-jarige leeftijd trouwde ze met William Gaskell, een predikant uit Manchester.
Toen hun enige zoon stierf op eenjarige leeftijd werd Gaskell depressief. Haar echtgenoot moedigde haar aan te schrijven vanwege de therapeutische waarde ervan. Dit schrijven resulteerde in haar debuutroman, Mary Barton: A Tale of Manchester Life. Deze roman gaat over het harde leven van de arbeidersklasse in Manchester.
Haar bekendste roman is North and South over het contrast tussen het geïndustrialiseerde Noorden van Engeland en het agrarische Zuiden en het zoeken naar een compromis tussen die twee werelden. Wederzijds begrip en empathie zijn hier sleutelwoorden.
Charles Dickens publiceerde verscheidene van haar verhalen in zijn magazines Household Words en All the Year Round. Hij noemde haar 'My Dear Sheherazade'.
Gaskell raakte bevriend met collegaschrijfster Charlotte Brontë. Toen Charlotte in 1855 stierf, vroeg haar vader, Patrick Brontë, aan Gaskell een biografie van zijn dochter te schrijven. Life of Charlotte Brontë is nog altijd een van de beste Engelse biografieën ooit. Volgens Juliet Barker, die in 1994 zelf een biografie van de Brontës schreef met belangrijk nieuw materiaal, is het 'echter wel een meesterwerk met schoonheidsfoutjes' omdat Gaskell 'wat zij als feiten van Charlottes leven beschouwde, te gemakkelijk met de thema's van haar eigen romans' identificeerde. Het sociale isolement van het gezin werd overdreven, vader Brontë werd ten onrechte afgeschilderd als een onbuigzame excentriekeling en Charlotte 'als de tot martelares gemaakte heldin van een tragisch leven'. Maar 'dat de mythe is blijven bestaan is te danken aan de beeldende kracht' van de schrijfster.

## Online boeken
- North and South
- Wives and Daughters

- Bibsys: 90108193
- Biblioteca Nacional de Chile: 000066410
- Biblioteca Nacional de España: XX1156890
- Bibliothèque nationale de France: cb11904245b (data)
- Catàleg d'autoritats de noms i títols de Catalunya: 981058523411706706
- CiNii: DA0089698X
- Digitale Bibliotheek voor de Nederlandse Letteren: cleg001
- Gemeinsame Normdatei: 118689649
- International Standard Name Identifier: 0000 0001 2278 5134
- Library of Congress Control Number: n80010119
- Nationale Bibliotheek van Letland: 000041070
- MusicBrainz: 24d49fa8-eb79-4162-b11a-982bd15abc7c
- Bibliotheek van het Japanse parlement: 00440592
- Nationale Bibliotheek van Tsjechië: jn19990002567
- Nationale bibliotheek van Australië: 36192521
- Nationale Bibliotheek van Israël: 987007261670305171
- Nationale Bibliotheek van Polen: a0000001262131
- Nationale en Universitaire bibliotheek Zagreb: 000208959
- Nederlandse Thesaurus van Auteursnamen: 069130892
- Réseau des bibliothèques de Suisse occidentale: 02-A000069898
- Russische Staatsbibliotheek: 000119262
- Istituto Centrale per il Catalogo Unico: CFIV041757
- LIBRIS: 188010
- SNAC: w6fb582d
- Système universitaire de documentation: 026883147
- Trove: 1226834
- Union List of Artist Names: 500524841
- Virtual International Authority File: 39377536
- WorldCat: E39PBJrcpj9hB97Ypgm7mPfXh3